# Begić
Begić (tudi Begič) je priimek v Sloveniji, ki ga je po podatkih Statističnega urada Republike Slovenije na dan 1. januarja 2010 uporabljalo 814 oseb in je med vsemi priimki po pogostosti uporabe uvrščen na 248. mesto.

## Znani slovenski nosilci priimka
- Mirsad Begić (*1953), bosansko-slovenski kipar
- Mirza Begić (*1985), bosansko-slovenski košarkar
- Pamela Begič (*1994), slovenska nogometašica
- Tjaš Begić (*2003), slovenski nogometaš

## Znani tuji nosilci priimka
- Azra Begić (*1931), hrvaška umetnostna zgodovinarka
- Midhad Begić (1911—1983), bosanski literarni zgodovinar